# Léon Harmel
Pour les articles homonymes, voir Harmel.
Léon Harmel, né le 17 février 1829 à La Neuville-lès-Wasigny, dans les Ardennes et mort le 25 novembre 1915 à Nice, est un industriel français. Camérier secret du pape Léon XIII, il expérimenta la doctrine sociale de l'Église, engagée par ce dernier, dans sa filature du Val-des-Bois sur la commune de Warmeriville, dans le département français de la Marne, à la limite entre ce département de la Marne et celui des Ardennes.

## Biographie
Son grand-père était le fondateur de l'entreprise, d'abord implantée à Sainte-Cécile en Belgique, puis à Boulzicourt en Ardennes. Son père avait quitté ce lieu, devenu trop étroit et confié à un autre membre de la famille Harmel, pour s'installer sur le territoire de Warmeriville, plus proche de Reims. La production de la filature est en effet de la laine cardée, destinée à la fabrication de la flanelle, une spécialité rémoise. La proximité de Reims ne peut que faciliter les affaires. Warmeriville est située sur la Suippe, dans la Marne (département), à la limite de la Marne et des Ardennes, et à 17 kilomètres de Reims. Son père avait adjoint au premier atelier une filature de laine peignée. Ce père, Jacques Joseph Harmel avait également introduit un ensemble de dispositifs originaux pour ses ouvriers, imprégnés par ses conceptions morales, philanthropiques et catholiques : caisse d'épargne en 1840, caisse de prêts sans intérêts en 1842, société de secours mutuel en 1846, fanfare en 1848, etc. Ces actions sociales s'inscrivaient à la fois dans une conception morale, catholique, de l'existence « sur terre », et dans une conception relativement paternaliste de l'entreprise, avec la volonté de protéger, de récompenser et de fidéliser les ouvriers.
À l'âge de 24 ans, en 1853, Léon Harmel épouse sa cousine Gabrielle.
L'année suivante, à la suite des problèmes de santé de son père, il prend la tête de l'entreprise, aidé de ce père qui reste présent, et de ses frères. Les actions sociales lancées par son père se prolongent dans de nouveaux domaines avec des écoles pour garçons en 1860, et très vite ensuite, pour filles en 1861, des assurances, etc. Innovant encore, il entreprend de faire de son usine une sorte de communauté chrétienne où les ouvriers dirigent eux-mêmes cet ensemble d'œuvres sociales, créées initialement par son père, ou par lui et ses frères. Il complète ces démarches d'une démarche personnelle, approfondissant cette spiritualité chrétienne, qui imprègne son milieu familial, et adhérant en 1861 au Tiers-Ordre franciscain : « Dès lors », confie-t-il ultérieurement sur cette adhésion« ma vie, mon apostolat ont été imprégnés de la mentalité franciscaine, de son imperturbable optimisme et de ses enthousiasmes ».

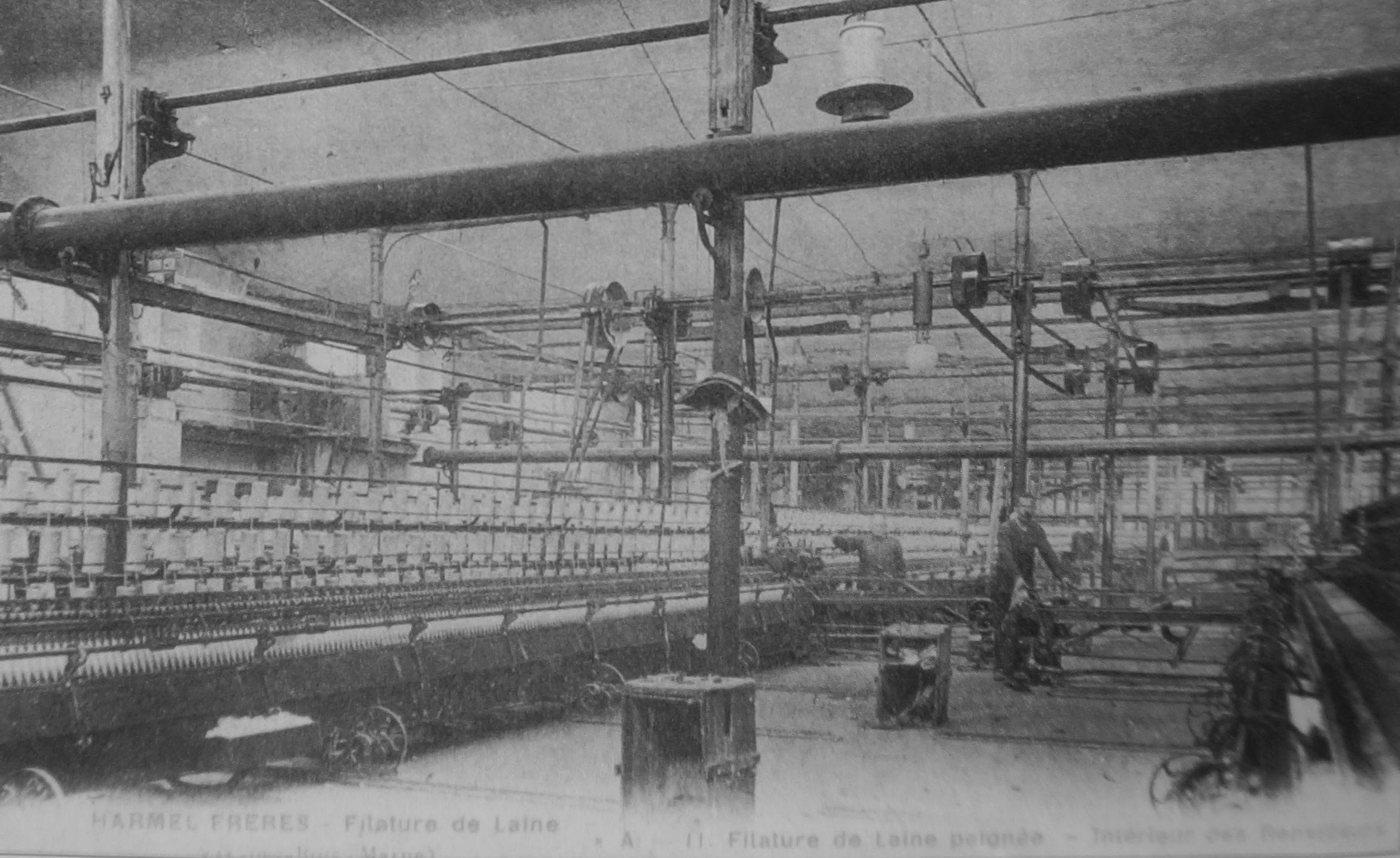
Atelier de Warmeriville.

Le 16 octobre 1870, son épouse décède, le laissant veuf avec ses huit enfants. Le plus âgé a 16 ans et le plus jeune un peu plus d'un an. Cet événement se cumule avec l’effondrement du Second Empire et l'occupation par les troupes allemandes à la suite de la guerre franco-allemande de 1870. Ce double choc va l'amener à renforcer son engagement et à l'élargir au-delà de son entreprise, même s'il continue à s'investir fortement dans celle-ci. Un incendie en 1874 l'amène d'ailleurs à donner un nouvel élan à la société familiale, réorganisant chaque étape du processus de fabrication de façon rationnelle. La filature se dote également d'une teinturerie. Les dépôts de brevets se multiplient, sur de nouveaux fils textiles et sur de nouvelles méthodes de production, montrant la volonté d'innover.
En 1883, Léon Harmel imagine et met en place, en 1883, des conseils d'usine dans son entreprise pour permettre la participation des travailleurs à la direction de l'entreprise, anticipant sur ces volets la notion actuelle de comité d'entreprise.
Le père de Léon Harmel, Jacques Joseph, décède en mars 1884. Dans son testament, il insiste sur la nécessité de respecter les valeurs des Évangiles, le don de soi, le pardon, la charité, la redistribution. Il prône à ses enfants d'« aimer nos ouvriers, ils étaient mes enfants, vous reprenez ma paternité, vous continuez à les porter vers Dieu et à leur faire du bien ».
Le développement de l'entreprise se prolonge. Une filiale est fondée en 1892 en Catalogne. Juste avant le déclenchement de la Première Guerre mondiale, l'entreprise travaille pour moitié pour le marché intérieur français et pour moitié à l'exportation. Éloigné du Val des Bois par l'invasion allemande, il meurt à Nice en 1915 à l'âge de 86 ans.
Il est inhumé à Warmeriville.

## Une nouvelle approche de l'urbanisme: le Val des Bois
L'expérience du Val des Bois s'inscrit très tôt dans une démarche qui vise à mieux prendre en compte l'habitat ouvrier jusque-là relégué à la périphérie des villes dans des lotissements insalubres. Cette situation préjudiciable pour la santé mobilisera ceux qui vont former le mouvement hygiéniste à la fin du XIXe siècle en France. Elle suscitera aussi la réflexion des hommes politiques, des philosophes et du patronat sur la condition ouvrière avec comme préoccupation commune d'offrir non seulement des conditions d'habitat décentes mais aussi des meilleures conditions de vie face à la montée des mouvements révolutionnaires. De nombreuses expériences vont ainsi voir le jour comme celle du Familistère de Guise en 1854 avec J.-B. Godin, dans l'Aisne qui s'inspire du Phalanstère de Charles Fourier. À Reims, apparaissent les premières cités ouvrières et notamment celle de la verrerie Charbonneaux. Une partie du patronat de la SIR (Société industrielle rémoise) est en contact ou participe pour certains de ses membres aux travaux du Musée Social qui sera la cheville ouvrière de la propagation en France du modèle des Cités-jardins et aussi de l'urbanisme .
La reconstruction de l'Usine sur le site de Warmeriville à 18 km de Reims oblige à prendre en compte l'hébergement des ouvriers et de leur famille. Mais la préoccupation de Léon Harmel va plus loin puisqu'il s'agit d'offrir un cadre et des conditions de vie qui permettent un développement idéal et harmonieux des ouvriers et employés de l'Usine. La cité, à proximité de l'Usine, est une « oasis » sur la bord de la Suippes selon les termes même de Léon Harmel. Au nord de l'usine, les logements avec la maison du « Bon Père » au milieu d'un parc avec une chapelle privée. De l'autre côté, au sud de l'entrée de l'usine, sont construits les équipements sociaux, culturels et syndicaux : la maison syndicale, le théâtre, la maison de familles, les écoles des filles et des garçons. La maison des syndicats est dotée d'une salle de billards, d'une buvette, d'une bibliothèque... Les ouvriers bénéficient d'institutions sociales : caisse d'assurance maladie, caisse de prêts gratuits. Les ouvriers siègent au Conseil d'usine, conseil qui servira de Prud'hommes.

## Du catholicisme social au mouvement démocrate chrétien

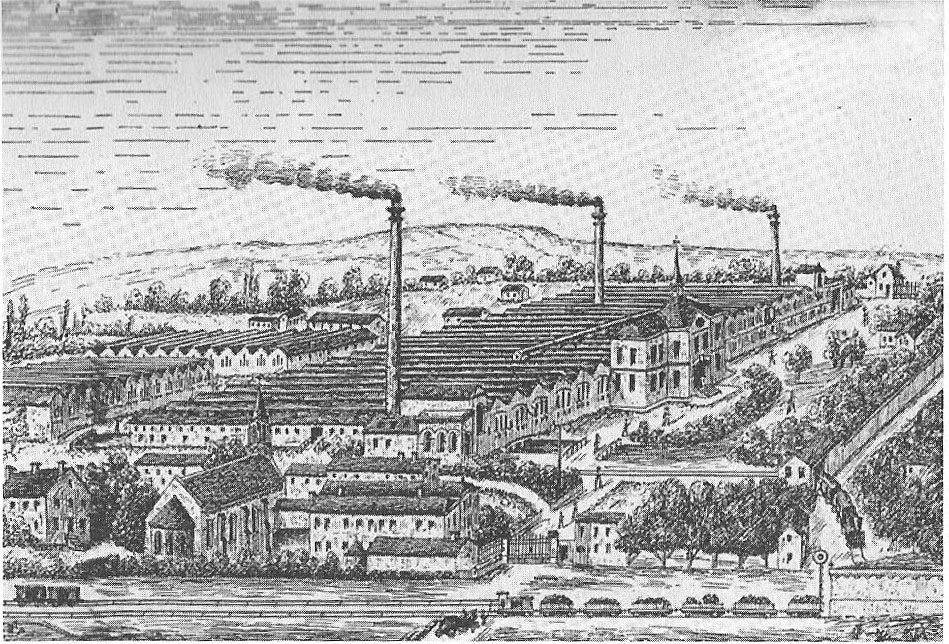
Le béguinage du Val-des-Bois.

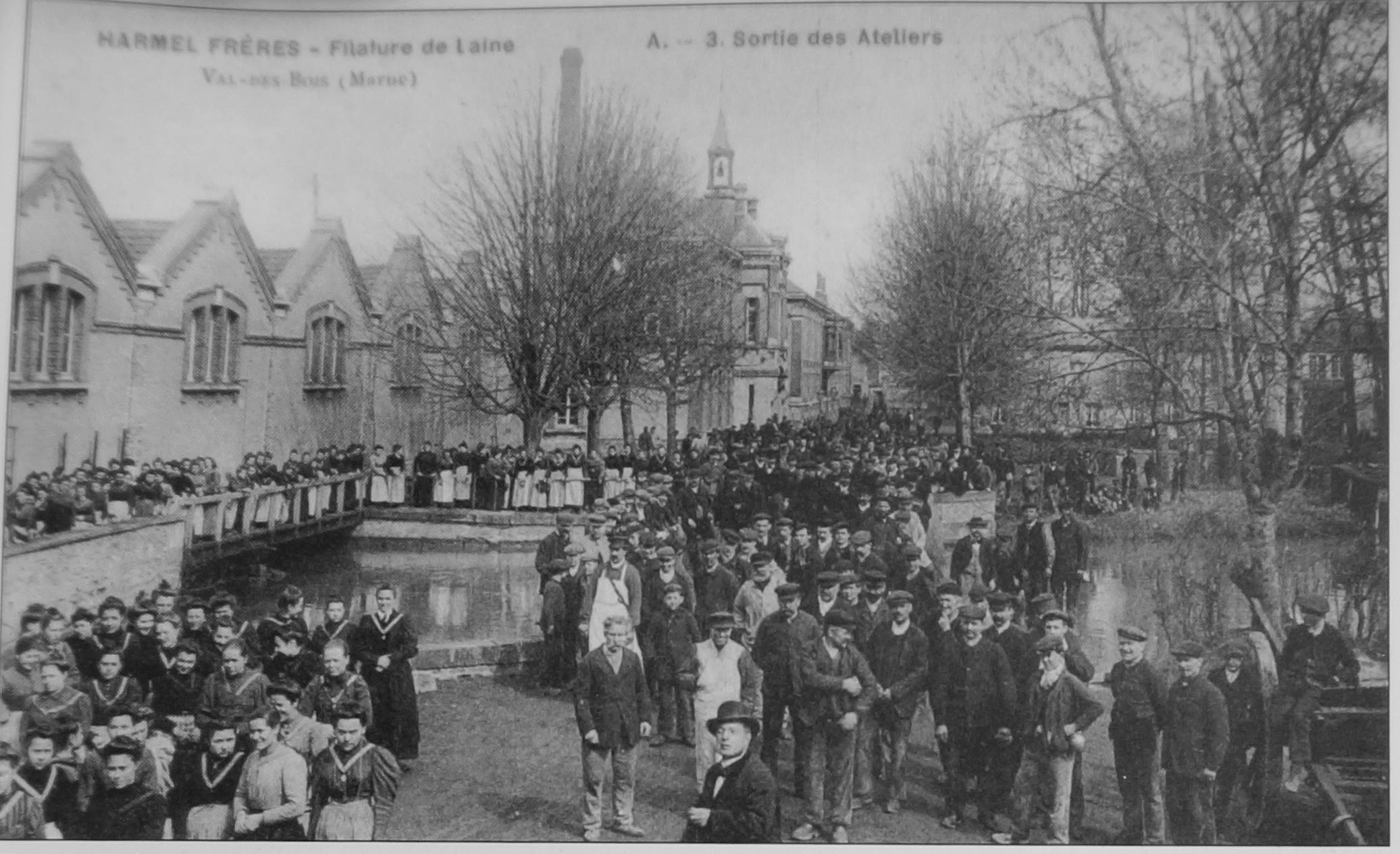
Sortie d'atelier.

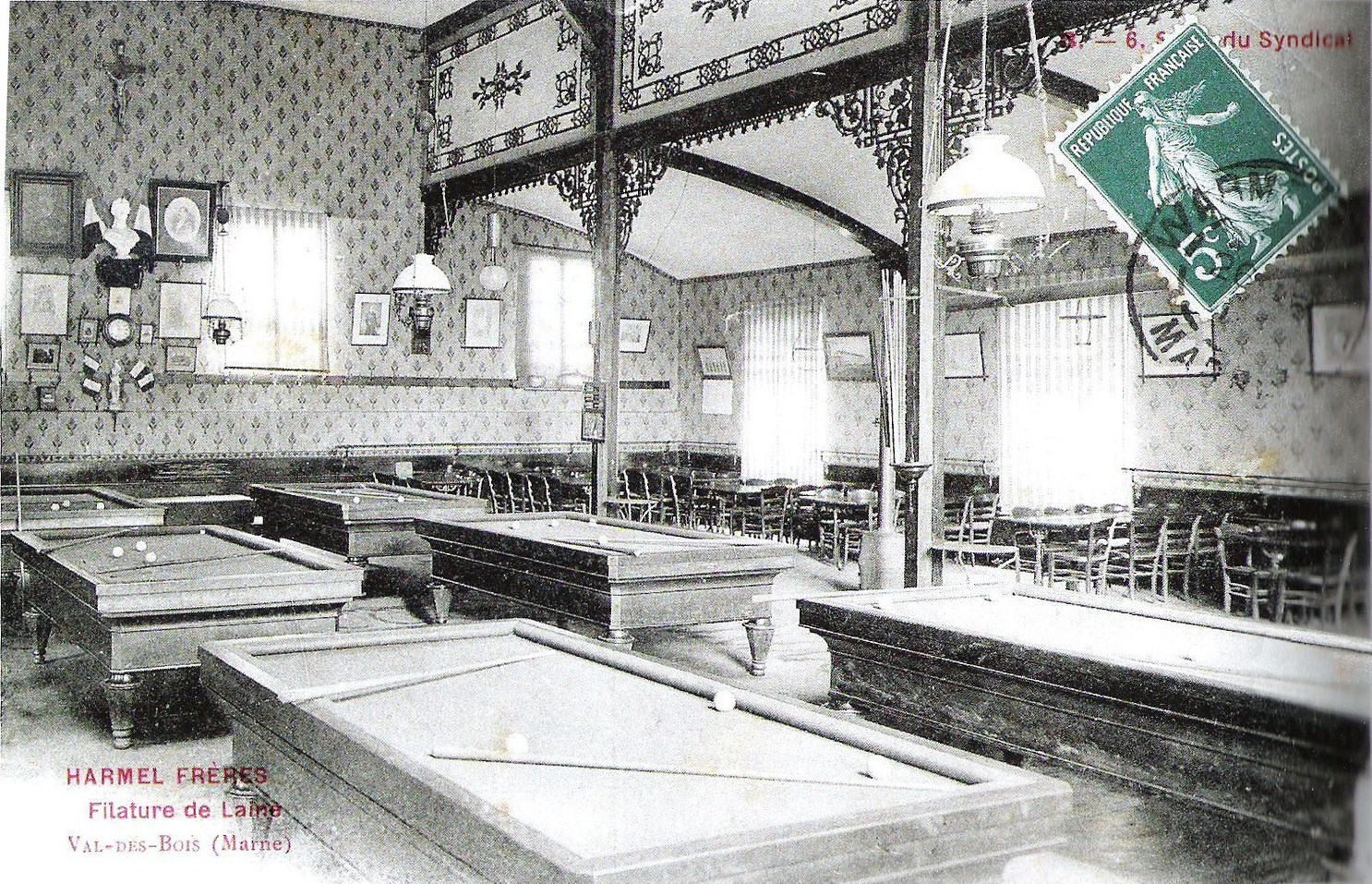
Maison du syndicat.

L'action de Léon Harmel se démarque progressivement du paternalisme de son père. À ses débuts, elle s'inspire, certes, de ce courant du catholicisme social, marqué notamment par l'Œuvre des Cercles de La Tour du Pin et d'Albert de Mun. Il crée à Reims, les cercles chrétiens d'études sociales. Mais il se montre concomitamment à l'écoute des mouvements syndicalistes ouvriers qui commencent à émerger. Condamnant le libéralisme économique qui laisse l'ouvrier sans protection face au capital, Harmel et les membres de ses Cercles veulent d'abord apporter la sécurité morale et matérielle aux travailleurs au sein de «corporations» chrétiennes, sociétés religieuses et économiques formées librement par les patrons et les ouvriers. Il reste encore très marqué par cette idée de communauté chrétienne qui imprégnait son Manuel d'une corporation chrétienne, publié en 1879.
Au mois de février 1885, Mgr Langénieux avait pris l'initiative d'un grand pèlerinage d'industriels à Rome ; au mois d'octobre 1887, il présentait au souverain pontife quinze-cents ouvriers que conduisaient Albert de Mun et Léon Harmel ; au mois d'octobre 1889, le cardinal amenait encore une armée de dix-huit-cents travailleurs aux pieds du pape. Ils seront 10 000 en 1890 auprès du pape Léon XIII.
Parallèlement, il crée en 1891 la Société industrielle des patrons chrétiens.
Il rompt avec Albert de Mun en 1892. Harmel se distingue dès lors d'une partie des catholiques, et se démarque aussi du patronat chrétien de l'époque, en condamnant le libéralisme et en affirmant la responsabilité de l'État dans le domaine de la justice sociale. Point important, il en vient à affirmer également la nécessaire autonomie des organisations ouvrières face au patronat (même s'il a été parmi les initiateurs du premier congrès ouvrier chrétien en 1893).
Harmel est un proche du pape Léon XIII. S'appuyant sur son encyclique Rerum novarum, publiée le 15 mai 1891, il se montre partisan d'une plus forte justice sociale et du ralliement des catholiques à la République. Prônant une action politique au sein de la République mais n'oubliant pas les valeurs chrétiennes, luttant contre «la misère et la pauvreté pesant injustement sur la majeure partie de la classe ouvrière», il se place de fait à la tête du mouvement démocrate chrétien naissant dans le Nord de la France. Dès 1888, des sessions d'étude réunissant les premiers démocrates chrétiens se tiennent d'ailleurs à Warmeriville.

## Postérité des idées
L’œuvre de Léon Harmel va marquer le milieu local et notamment le patronat chrétien qui s'engagera avec Georges Charbonneaux (1865-1933) dans l'expérience des Cités-jardins. Albert de Mun (1841-1914) sera aussi l'ardent propagandiste de l'expérience du Val des Bois au sein même du Musée social.
L'itinéraire de Léon Harmel est significatif de l'évolution qui se fait jour au tournant du XXe siècle parmi les catholiques français. Cette évolution aboutira dans le domaine politique à l'acceptation de l'État républicain par une grande partie des catholiques et à l'émergence d'un mouvement démocrate chrétien en France dans l'entre-deux-guerres. Dans le domaine social, Léon Harmel aura contribué aussi à la création d'un syndicalisme chrétien des salariés, qui donnera la Confédération française des travailleurs chrétiens en 1919.
Au début des années 2000, a été créé l'Institut Politique Léon-Harmel (IPLH), un établissement privé d'enseignement supérieur dépendant du rectorat de Paris. Il propose un master de sciences politiques destinée à toute personne qui souhaite s'engager dans des organisations, un master de bioéthique ainsi que des formations à carte et des parcours initiatiques. Ces formations sont accessibles en cours classiques ou en formation à distance par internet.

## Postérité de l'entreprise
L'usine des Harmel devint au milieu du XXe siècle une Société coopérative ouvrière de production, la Scop Wartex qui fut dirigée par Jacques Vancrayenest, catholique de gauche, MRP dans le sillage du Sillon puis membre du PSU. La crise textile et les importations notamment d'Asie mirent fin définitivement à la dernière entreprise textile de Reims.